# Charly 9
 (janvier 2022).
Si vous disposez d'ouvrages ou d'articles de référence ou si vous connaissez des sites web de qualité traitant du thème abordé ici, merci de compléter l'article en donnant les références utiles à sa vérifiabilité et en les liant à la section « Notes et références ».
Charly 9  est un roman de l'écrivain français Jean Teulé paru en 2011.

## Présentation
Après son Monsieur de Montespan, et son bras de fer avec ce roi qui mettait dans son lit tous les tendrons du royaume selon son bon vouloir, Teulé s'occupe dans ce roman historique du sort du roi Charles IX de France, « fin de race » de la dynastie des Valois qui se meurt dans le sang de la Saint-Barthélémy et les fureurs de la guerre civile et religieuse. Culpabilisant et somatisant à la suite du massacre de la Saint-Barthélemy, il se met à souffrir d’hallucinations auditives puis visuelles (notamment visions de filets de sang) au point d’être atteint d’hématidrose.

## Livre audio
- Jean Teulé, Charly 9, Paris, Audiolib, 20 avril 2011 (ISBN 978-2-35641-284-3, BNF 42411959, présentation en ligne)Texte intégral ; narrateur : Emmanuel Dekoninck ; support : 1 disque compact audio MP3 ; durée : 4 h 32 min environ ; référence éditeur : Audiolib 25 0320 9.

## Adaptation
- Charly 9, dessins de Richard Guérineau, Delcourt, 2013, prix Critiques Libres 2016 dans la catégorie Bandes dessinées